# 印第安纳大学布卢明顿分校院系设置

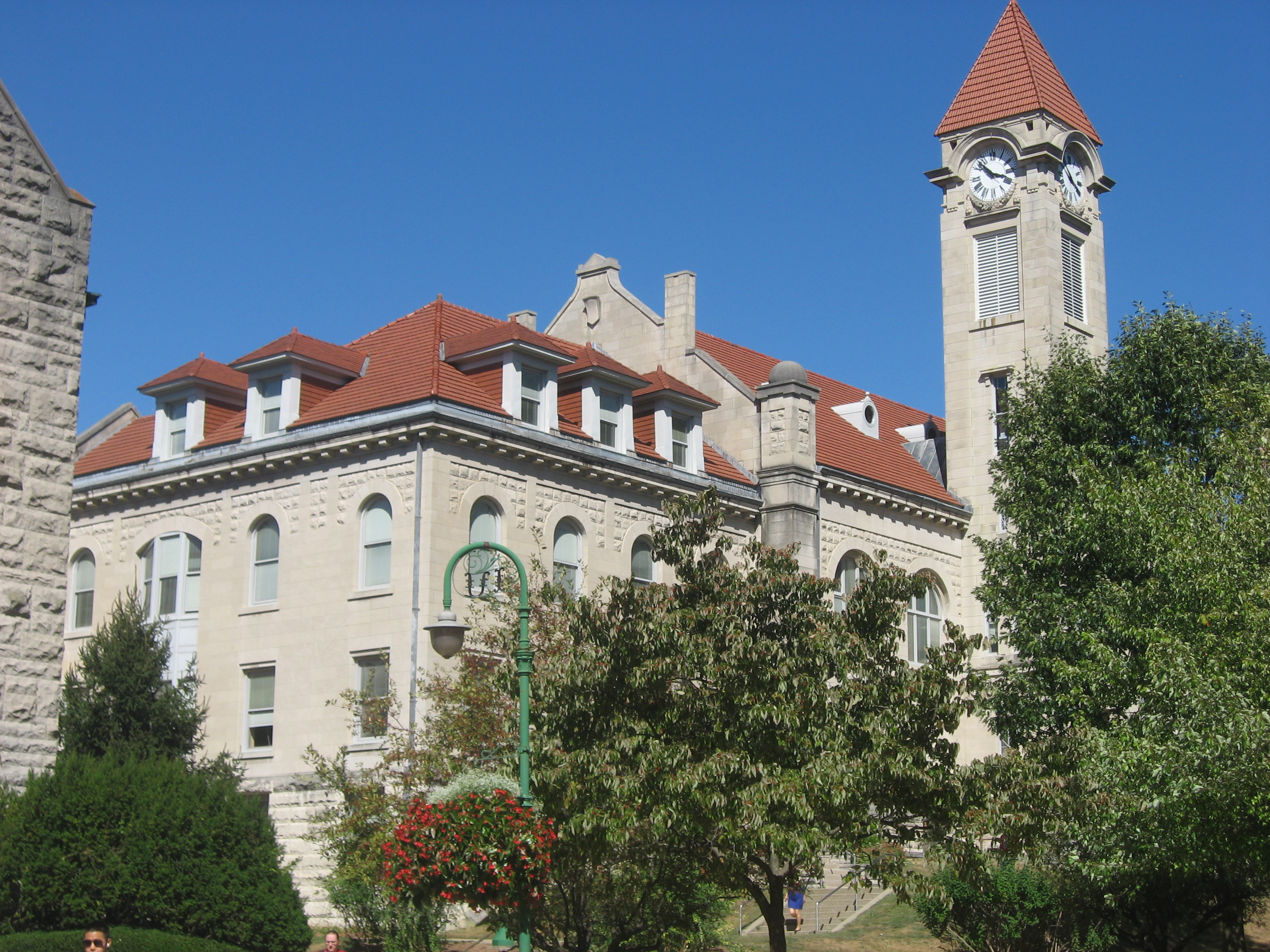
学生楼内设有地理和人类学系

印第安纳大学布卢明顿分校教务长办公室负责监督校内16所学院的学术课程、研究和政策，提供550多个学位课程和专业。

## 文理学院
文理学院内设三个学院——埃斯肯纳齐艺术、建筑与设计学院、汉密尔顿·卢格全球与国际研究学院以及媒体学院，以及若干学系和项目。

### 埃斯肯纳齐艺术、建筑与设计学院
埃斯肯纳齐艺术、建筑与设计学院成立于2016年8月，由工作室艺术系、服装营销系和室内设计系合并而成。学院设有艺术、建筑、设计和营销等十四个不同领域。

### 卢格全球与国际研究学院
印第安纳大学汉密尔顿·卢格全球与国际研究学院在国际事务、政策、语言和文化研究领域处于领先地位。

### 媒体学院
媒体学院致力于新闻、传播和电影研究与实践，学院教师包括普利策奖和艾美奖得主、国际知名学者和作家、电影制作人和游戏设计师。

### 学系与项目
- 非裔美国人及非洲侨民研究系
- 非洲研究项目
- 美国研究系
- 动物行为学系
- 古代研究系
- 人类学系
- 阿拉伯语旗舰项目
- 艺术史系
- 亚裔美国人研究项目
- 天文学系
- 生物学系
- 生物技术项目
- 中欧亚研究系
- 化学系
- 汉语旗舰项目
- 古典研究系
- 认知科学项目
- 比较文学系
- 犯罪学与刑事司法系
- 文化研究项目
- 地球与大气科学系
- 东亚语言与文化系
- 经济学系
- 英语系
- 民俗与民族音乐学系
- 法语与意大利语系
- 性别研究系
- 地理学系
- 日耳曼研究系
- 历史系
- 科学史与医学哲学系
- 人类生物学项目
- 印度研究项目
- 个性化专业项目
- 环境综合项目
- 强化英语项目
- 国际研究系
- 伊斯兰研究项目
- 犹太研究项目
- 韩语项目
- 拉丁裔研究项目
- 博雅与管理项目
- 语言学系
- 数学系
- 中东语言与文化系
- 分子与细胞生物化学系
- 分子生命科学项目
- 美洲原住民与土著研究
- 神经科学
- 哲学系
- 物理学系
- 政治与公民参与
- 政治学系
- 心理与脑科学系
- 种族移民与原住民
- 宗教研究系
- 文艺复兴研究项目
- 俄语旗舰项目
- 第二语言研究系
- 斯拉夫及东欧语言与文化系
- 社会学系
- 东南亚及东盟研究项目
- 西班牙语和葡萄牙语系
- 言语、语言与听力科学系
- 统计学系
- 暑期语言工作坊
- 戏剧、话剧与现代舞系
- 维多利亚研究项目[3]

### 研究机构
- 非裔美国人艺术研究所
- 原住民知识研究所
- 非裔美国人音乐与文化档案馆
- 传统音乐档案馆
- 黑人电影中心及档案馆
- 应用经济与政策研究中心
- 十八世纪研究中心
- 能量与物质探索中心
- 基因组学与生物信息学中心
- 国际媒体法律与政策研究中心
- 语言技术中心
- 中亚地区语言中心
- 拉丁美洲和加勒比地区研究中心
- 难民研究中心
- 宗教与人类中心
- 社会种族与族裔研究中心
- 时空对称性中心
- 动物行为综合研究中心
- 全球变化研究中心
- 中东研究中心
- 人文理论研究中心
- 学院艺术与人文研究所
- 东亚研究中心
- 民族音乐学研究所
- 民俗学研究所
- 吉尔生物分子科学中心
- 格伦沃尔德艺术画廊
- 高中新闻研究所
- 印第安纳州心理健康服务研究联盟
- 印第安纳大学分子结构中心
- 内亚和乌拉尔国家资源中心
- 传播研究所
- 数字艺术与人文研究所
- 欧洲研究所
- 科学计算与应用数学研究所
- 当代反犹太主义研究所
- 德国研究所
- 中世纪研究所
- 中西部生物多样性中心
- 国家非洲语言资源中心
- 国家体育新闻中心
- 奥拉莫特中心
- 美国历史学家组织
- 奥斯特罗姆研讨会
- 波兰研究中心
- 波因特伦理与美国机构研究中心
- 俄罗斯与东欧研究所
- 舒斯勒社会研究所
- 印第安纳州传统艺术[4]

## 雅各布斯音乐学院

### 学系
- 芭蕾舞系
- 乐队系
- 铜管乐系
- 合唱指挥系
- 作曲系
- 早期音乐系
- 吉他系
- 竖琴系
- 器乐指挥系
- 系爵士乐研究系
- 音乐教育系
- 音乐通识系
- 音乐理论系
- 音乐学系
- 歌剧研究系
- 管风琴系
- 打击乐系
- 钢琴系
- 录音艺术系
- 弦乐系
- 声乐系
- 木管乐器系

### 研究所
- 电子和计算机音乐中心
- 音乐理论和文学史中心
- 早期音乐学院
- 拉丁美洲音乐中心
- 库克音乐图书馆

## 凯利商学院

### 学系
- 会计系
- 商务沟通系
- 商业经济与公共政策系
- 商法系
- 金融系
- 信息系统系
- 管理系
- 市场营销系
- 运营与决策技术系

### 研究所
- 品牌领导力中心
- 计量经济模型研究中心
- 零售教育与研究中心
- 国际商务教育与研究中心
- 房地产研究中心
- 印第安纳商业研究中心
- 公司治理研究所
- 全球销售研究所
- 城市交通研究所
- 约翰逊创业与创新中心
- 托比亚斯领导力中心

## 教育学院

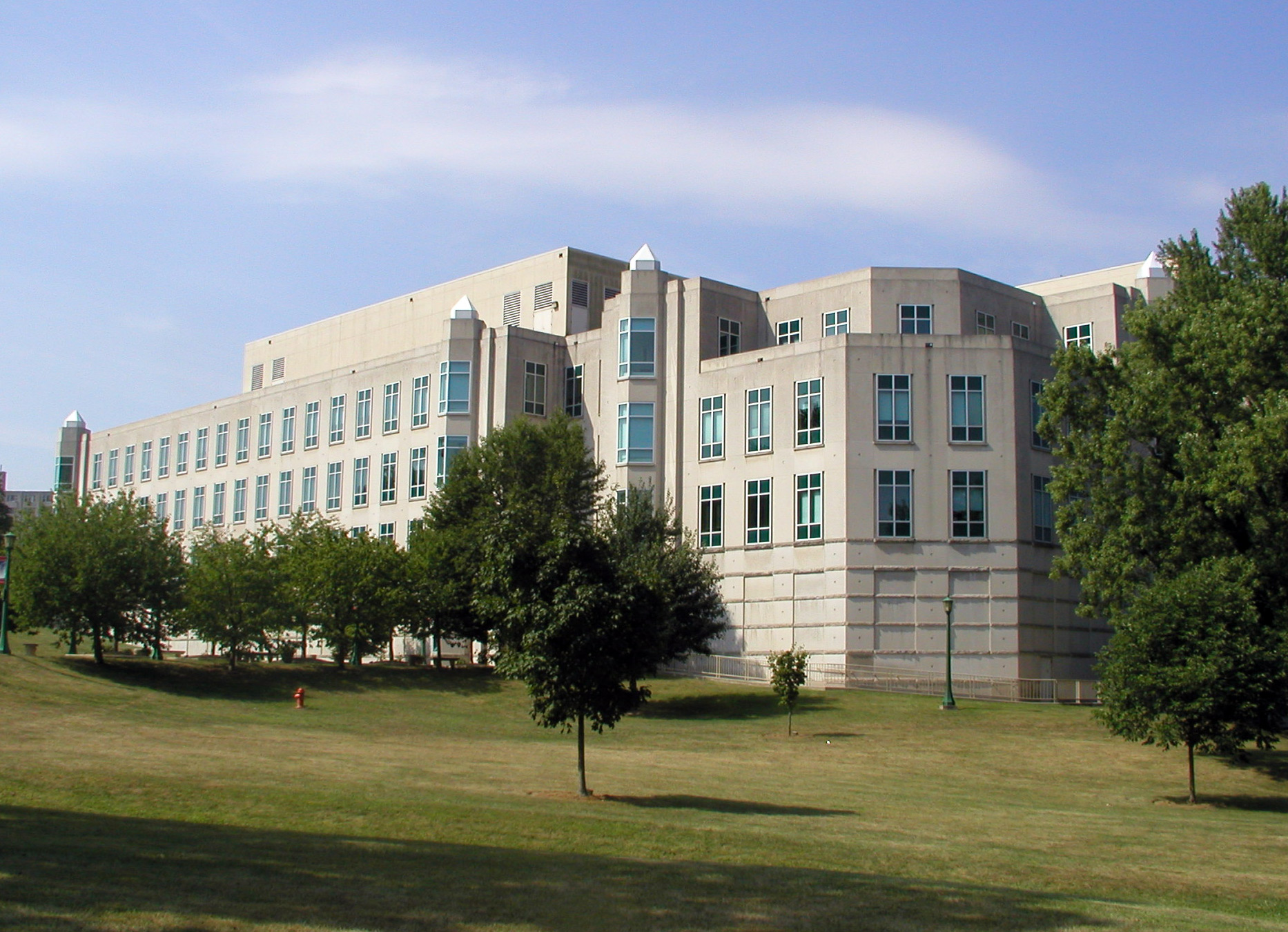
教育学院

- 咨询与教育心理学系
- 课程与教学系
- 教育领导与政策研究系
- 教学系统技术系
- 语言教育系

## 拉迪信息学、计算机和工程学院

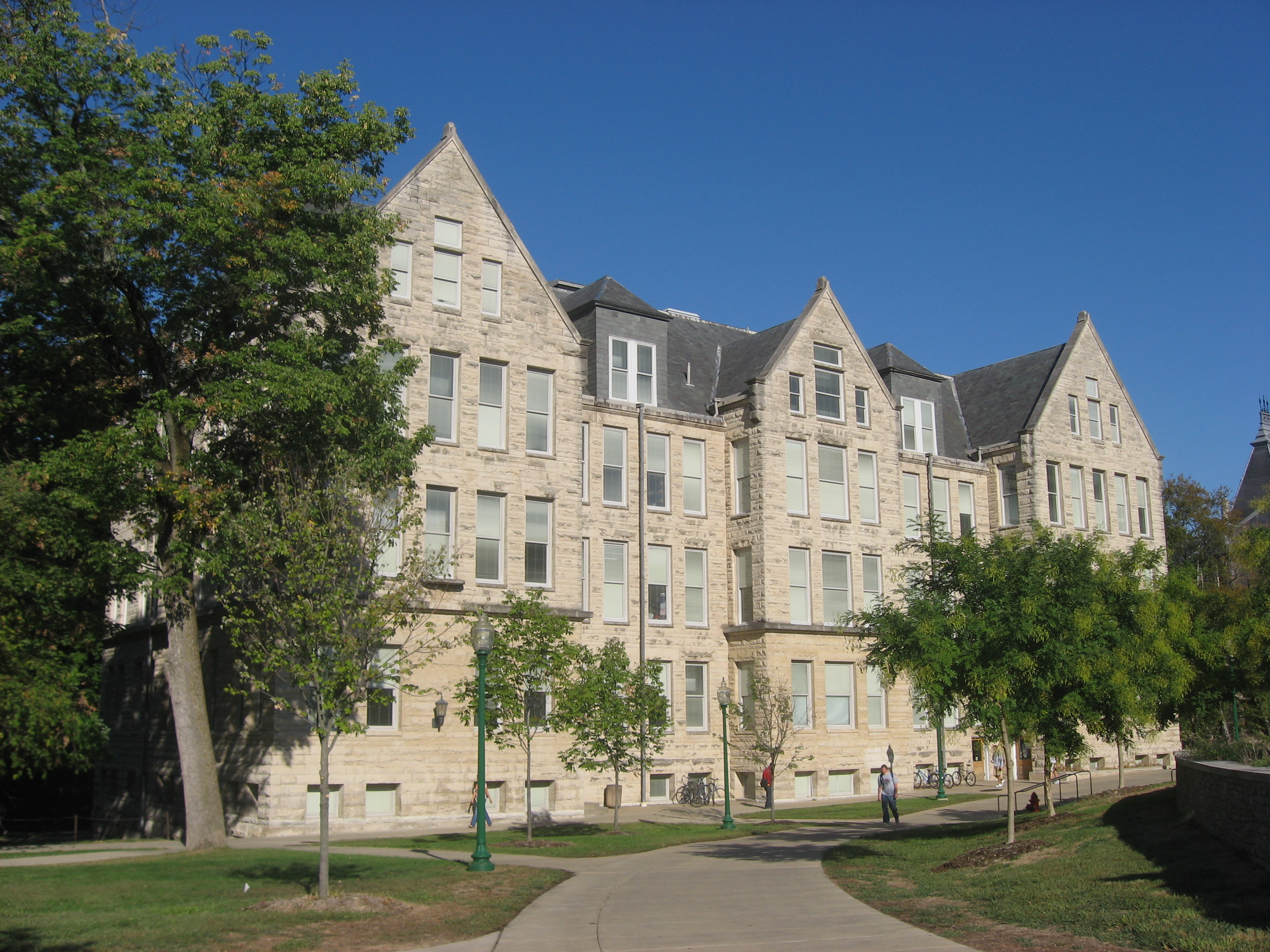
Lindley Hall设有计算机科学系

- 计算机科学系[5]
- 信息学系[6]
- 信息与图书馆科学系[7]
- 智能系统工程系[8]

## 摩利尔法学院

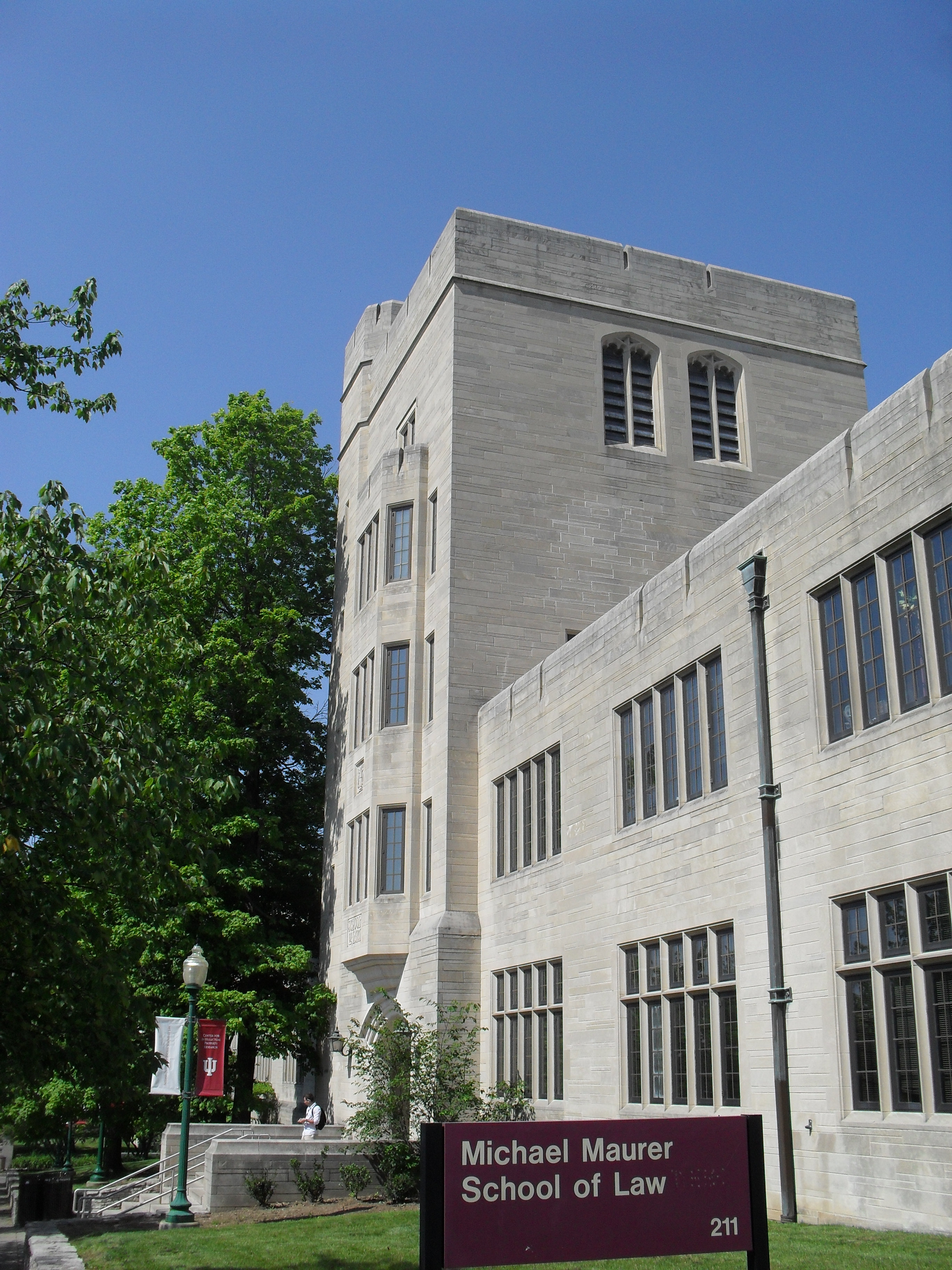
法学院

### 诊所
- 社区法律诊所
- 保护法律诊所
- 残疾人法律诊所
- 老年人法律诊所
- 埃尔莫尔创业法律诊所
- Viola J. Taliaferro 家庭和儿童调解诊所
- 联邦法院诊所
- 非营利法律诊所

### 研究中心
- 全球法律职业中心
- 宪政民主中心
- 法律、社会和文化中心
- 应用网络安全研究中心

## 奥尼尔公共与环境事务学院
- 公共事务系
- 环境科学系

## 社会工作学院
印第安纳大学社会工作学院成立于1911年，当时名为社会服务系，因此成为大学内部历史最悠久、始建并持续运作的专业社会工作教育项目。尽管该项目最初隶属于经济与社会科学系，但主要与医学院联合运营，将有需要的患者和家庭转介到医学院接受服务。印第安纳大学社会工作学院提供全方位的社会工作教育，包括副学士、学士、硕士和博士学位。每年约有1000名学生在印第安纳大学各校区学习专业社会工作。

## 布卢明顿公共卫生学院

### 学系
- 应用健康科学系
- 环境健康系
- 卫生与环境科学系流行病学和生物统计学
- 运动机能学系
- 娱乐、公园和旅游研究系

### 中心
- 布拉德福德伍兹户外和领导力中心
- 农村艾滋病/性病预防中心
- 性健康促进中心
- 体育政策和行为中心
- 学生领导力发展中心
- 游泳科学顾问中心
- 印第安纳州预防资源中心
- 国家无障碍中心
- Wynn F. Updyke 体育活动中心

### 研究机构
- Eppley公园和公共土地研究所
- 休闲研究所
- 烟草控制和健康研究工作组

### 实验室
- 适应性体育教育实验室
- 应用健康行为研究实验室
- 生物力学实验室
- 人类表现实验室
- 工业卫生实验室
- 营养科学实验室
- 氧化应激环境分析核心实验室
- 水下科学实验室

### 附属项目
- 学术潜水项目
- 舞蹈工作室
- Dick Enberg 远程学习工作室
- 高管发展项目
- 大湖公园培训学院
- 印第安纳州康西尔曼中心游泳队 (CCiST)
- 户外领导力与教育学院
- 户外游泳池
- 总统挑战赛
- Royer 游泳池
- 运动医学设施
- 网球中心
- 旅游研究与教育联盟 (TREC)

## 验光学院
- 验光学博士
- 视觉科学理学硕士
- 视觉科学哲学博士
- 与凯利商学院联合开设眼科护理工商管理硕士